# Skoppum
Skoppum is een plaats in de Noorse gemeente Horten, provincie Vestfold. Skoppum telt 1579 inwoners (2007) en heeft een oppervlakte van 1,33 km².